# Uroševački okrug
Uroševački okrug (albanski: Qarku i Ferizajit, srpski: Урошевачки округ) je okrug na Kosovu. Sjedište je u Uroševcu.

## Podjela
Okrug se djeli na četiri općine:
- Uroševac
- Kačanik
- Štimlje
- Štrpce